# Saturnia schlumbergeri
Saturnia schlumbergeri är en fjärilsart som beskrevs av Standfuss. Saturnia schlumbergeri ingår i släktet Saturnia och familjen påfågelsspinnare. Inga underarter finns listade.